# The Adventures of Sebastian Cole
The Adventures of Sebastian Cole (Las aventuras de Sebastian Cole, en español) es una película de comedia dramática, estrenada en 1999. Dirigida por Tod Williams, está protagonizada por Adrian Grenier, Clark Gregg, Aleksa Palladino y Margaret Colin.

## Sinopsis
Sebastian Cole es un adolescente de 17 años acostumbrado a vivir sintiéndose diferente. Nunca ha pertenecido a ninguna pandilla, no ha suspendido ningún curso y su familia es algo atípica. Un mes de junio de 1983, Sebastian tiene una cena familiar en su casa a la que acuden su madre, su padre y su hermana. La reunión transcurre con normalidad hasta que, en un alarde de valentía, su padre confiesa que se siente mujer y que va a cambiar de sexo. La declaración no cae bien a la familia. La hermana se va a California y la madre se lleva a Sebastian a Nueva York, pero este no quiere huir de su padre. El joven vuelve unos meses después a la casa de su progenitor, que ahora es Henrietta, y poco a poco va aprendiendo a hacer oídos sordos a los comentarios y prejuicios de terceros para comprender más a su padre y a sí mismo.

## Reparto
- Adrian Grenier como Sebastian Cole
- Clark Gregg como Hank/Henrietta Rossi
- Aleksa Palladino como Mary
- Margaret Colin como Joan Cole
- John Shea como Hartley
- Marni Lustig como Jessica Cole
- Famke Janssen como Fiona
- Joan Copeland como la abuela de Sebastian
- Tom Lacy como el abuelo de Sebastian
- Gabriel Macht como Troy
- Russel Harper como Wayne
- Rory Cochrane como Chinatown
- Nicole Ari Parker como la enfermera Jenny
- Marisol Padilla Sánchez como mujer en el desierto